# Élections sénatoriales de 2020 en Corrèze
Les élections sénatoriales en Corrèze ont lieu le dimanche 27 septembre 2020. Elles ont pour but d'élire les sénateurs représentant le département au Sénat pour un mandat de six années.

## Contexte départemental
Lors des élections sénatoriales de 2014 en Corrèze, deux sénateurs ont été élus : Daniel Chasseing et Claude Nougein, tous deux candidats de l'UMP.
Depuis, tous les effectifs du collège électoral des grands électeurs ont été renouvelés, avec les élections départementales françaises de 2015, les élections régionales françaises de 2015, les élections législatives françaises de 2017 et les élections municipales françaises de 2020.
Depuis les années 2010 et l'impopularité de François Hollande, Président de la République de 2012 à 2017, le Parti socialiste a connu davantage de difficultés en Corrèze. Les élections européennes, et surtout les élections sénatoriales confirment les difficultés de la gauche : les deux sénateurs jusqu'alors socialistes sont désormais étiquetés à droite, en les personnes de Claude Nougein et Daniel Chasseing. Les élections départementales de 2015 ont vu aussi le basculement à droite du département, en effet la droite arrive à gagner treize cantons sur les dix-neuf que compte le département. La gauche perd donc du terrain. Mais lors des élections régionales de 2015, la gauche est majoritaire au second tour malgré l'avance de la droite au premier.
Lors de l'élection présidentielle de 2017, c'est Emmanuel Macron qui est en tête dans le département aux premier et deuxième tours. Lors du premier tour, Jean-Luc Mélenchon, candidat de la France insoumise est deuxième, et le candidat socialiste arrive en cinquième position. Au second tour, Marine Le Pen obtient 29 % des suffrages. Lors des élections législatives de 2017, la gauche perd ses deux députés. La droite, quant à elle, gagne une députée dans la 2e circonscription avec l’élection de Frédérique Meunier. Le parti d'Emmanuel Macron, La République en marche, gagne un député dans la 1re circonscription, avec l'élection de Christophe Jerretie.
Lors des élections européennes de 2019, le Rassemblement national est en tête dans le département avec 21,35 % des voix pour la liste conduite par Jordan Bardella. Il est suivi par la liste de La République en marche, menée par Nathalie Loiseau avec 19,56 % puis par la liste d'Europe Écologie Les Verts, conduite par Yannick Jadot avec 10,91 %, et enfin par la liste des Républicains de François-Xavier Bellamy avec 9,82 %. La liste du Parti socialiste, conduite par Raphaël Glucksmann, arrive en cinquième position avec 9,03 % des suffrages. Cette élection européenne est donc marquée par la montée de l'extrême droite dans le département puisque que c'est la première fois que le Rassemblement national, anciennement Front national, obtient un score aussi élevé en Corrèze.
Lors des élections municipales de 2020, la droite ainsi que la gauche ont réussi à conserver leurs principales villes. La gauche parvient à conserver la préfecture du département, Tulle ; et la droite les deux sous-préfectures, Brive-la-Gaillarde et Ussel.

## Positionnement des partis
La gauche décide de partir presque unie pour ces élections. Le Parti socialiste et le Parti communiste décident de faire alliance pour ce scrutin. Deux candidates sont en lice : pour le PS, la conseillère régionale et ancienne maire de Bort-les-Orgues, Nathalie Delcouderc-Juillard et pour le PC, la conseillère municipale d'opposition à Brive, Martine Contie. Cependant, Europe Écologie les Verts décide de ne pas s'allier avec l'union PS-PC et compose sa liste seule avec Chloé Herzaft qui a mené la liste écologique lors des suffrages aux élections municipales de Brive en mars 2020. Et Florent Moussour, maire apparenté de gauche/écolo du Chastang sera en lice pour ces élections sénatoriales.
À droite et au centre, les deux sénateurs sortants repartent et s'allient. Leurs candidatures sont soutenus par des partis du centre et de droite comme La République en marche et Les Républicains. Cependant, un troisième candidat surprise à droite fait son apparition en Corrèze pour ces élections c'est Stéphane Loth, ancien maire de Talmont-sur-Gironde, dont la candidature est soutenue par le parti chrétien-démocrate, Résistons, Notre France, le mouvement Nouvelle Génération et le mouvement Ruralité Citoyenne.
À l’extrême droite, Valéry Elophe, secrétaire départemental du Rassemblement National, présente une liste, bien que le parti de Marine Le Pen soit très peu représenté dans le département. Le parti n'avait d’ailleurs pas pu présenter une liste à Tulle lors des élections municipales par manque de personnes pour la compléter.

## Sénateurs sortants
| Sénateur | Sénateur         | Parti | Groupe | Autre fonction                    |
| -------- | ---------------- | ----- | ------ | --------------------------------- |
|          | Daniel Chasseing | MR    | LIRT   | Conseiller municipal de Chamberet |
|          | Claude Nougein   | LR    | LR     |                                   |

## Collège électoral
En application des règles applicables pour les élections sénatoriales françaises, le collège électoral appelé à élire les sénateurs de la Corrèze en 2020 se compose de la manière suivante :
| Délégués des communes                                                                         |                            |                            |                            |          |                     |
|                                                                                               | Conseillers municipaux     | Délégués / commune         | Communes concernées        | Délégués | % collège électoral |
| Délégués des communes de moins de 9 000 habitants                                             |                            |                            |                            |          |                     |
| - communes de < 100 habitants                                                                 | 7                          | 1                          | 35                         | 35       | 4,49%               |
| - communes de < 499 habitants                                                                 | 11                         | 1                          | 148                        | 148      | 18,97%              |
| - communes de < 1 500 habitants                                                               | 15                         | 3                          | 67                         | 201      | 25,77%              |
| - communes de < 2 500 habitants                                                               | 19                         | 5                          | 12                         | 60       | 7,69%               |
| - communes de < 3 500 habitants                                                               | 23                         | 7                          | 4                          | 28       | 3,59%               |
| - communes de < 5 000 habitants                                                               | 27                         | 15                         | 5                          | 75       | 9,62%               |
| - communes de < 9 000 habitants                                                               | 29                         | 15                         | 0                          | 0        | 0,00%               |
| Délégués des communes de 9 000 à 29 999 habitants                                             |                            |                            |                            |          |                     |
| - communes de < 10 000 habitants                                                              | 29                         | 29                         | 0                          | 0        | 0,00%               |
| - communes de < 20 000 habitants                                                              | 33                         | 33                         | 1                          | 33       | 4,23%               |
| - communes de < 30 000 habitants                                                              | 35                         | 35                         | 0                          | 0        | 0,00%               |
| Délégués des communes de 30 000 habitants et plus                                             |                            |                            |                            |          |                     |
| - Brive-la-Gaillarde (46 916 hab.)                                                            | 43                         | 62                         | 1                          | 64       | 8,21%               |
| Délégués des communes bénéficiant des dispositions particulières pour les communes fusionnées |                            |                            |                            |          |                     |
| - Ussel                                                                                       |                            |                            | 1                          | 31       | 3,97%               |
| - Malemort                                                                                    |                            |                            | 1                          | 18       | 2,31%               |
| - Sarroux - Saint Julien                                                                      |                            |                            | 1                          | 5        | 0,64%               |
| - Argentat-sur-Dordogne                                                                       |                            |                            | 1                          | 15       | 1,92%               |
| - Laguenne-sur-Avalouze                                                                       |                            |                            | 1                          | 7        | 0,90%               |
| - Lagarde-Marc-la-Tour                                                                        |                            |                            | 1                          | 5        | 0,64%               |
| - Beaulieu-sur-Dordogne                                                                       |                            |                            | 1                          | 5        | 0,64%               |
| Délégués des communes                                                                         | Délégués des communes      | Délégués des communes      | Délégués des communes      | 730      | 93,59%              |
| Conseillers départementaux                                                                    | Conseillers départementaux | Conseillers départementaux | Conseillers départementaux | 38       | 4,87%               |
| Conseillers régionaux                                                                         | Conseillers régionaux      | Conseillers régionaux      | Conseillers régionaux      | 8        | 1,03%               |
| Députés                                                                                       | Députés                    | Députés                    | Députés                    | 2        | 0,26%               |
| Sénateurs                                                                                     | Sénateurs                  | Sénateurs                  | Sénateurs                  | 2        | 0,26%               |
| Total                                                                                         | Total                      | Total                      | Total                      | 780      | 100,00%             |

1. ↑  Dans les communes de moins de 9 000 le conseil municipal élit en son sein des délégués dont le nombre dépend de la taille de la commune.
2. ↑  Dans les communes de 9 000 à 29 999 habitants, tous les conseillers municipaux sont délégués. Il n'y a pas de délégués supplémentaires
3. ↑  Dans les communes de plus de 30 000 habitants, tous les conseillers municipaux sont délégués et, en complément, le conseil municipal désigne des délégués supplémentaires à raison de 1 par tranche de 800 habitants au-delà de 30 000 habitants
4. ↑  « Dans le cas où le conseil municipal est constitué par application des articles L. 2113-6 et L. 2113-7 du code général des collectivités territoriales relatif aux fusions de communes dans leur rédaction antérieure à la loi no 2010-1563 du 16 décembre 2010 de réforme des collectivités territoriales, le nombre de délégués est égal à celui auquel les anciennes communes auraient eu droit avant la fusion. » (Code électoral, article L284)
5. ↑  Ussel : 9 736 hab. incluant les communes associées de La Tourette et Saint-Dézery, soit 29 délégués pour Ussel et 1 pour chacune des communes associées.
6. ↑  Malemort : 7 985 hab. issu de la fusion entre Malemort-sur-Corrèze et Venarsal.
7. ↑  Sarroux - Saint Julien : 851 hab. issu de la fusion entre Sarroux et Saint-Julien-prés-Bort.
8. ↑  Argentat-sur-Dordogne : 3 016 hab. issu de la fusion entre Argentat et Saint-Bazile-de-la-Roche.
9. ↑  Laguenne-sur-Avalouze : 1 648 hab. issu de la fusion entre Laguenne et Saint-Bonnet-Avalouze.
10. ↑  Lagarde-Marc-la-Tour : 978 hab. issu de la fusion entre Lagarde-Enval et Marc-la-Tour.
11. ↑  Beaulieu-sur-Dordogne : 1 299 hab. issu de la fusion entre Beaulieu-sur-Dordogne et Brivezac.

## Personnalités non candidates
- Pascal Coste, président du conseil départemental depuis 2015, annonce en juillet 2020 qu'il ne se présente pas aux sénatoriales malgré le fait qu'il dit avoir « été sollicité par des maires et par Paris »[4]

## Présentation des candidats et des suppléants
Les nouveaux représentants sont élus pour une législature de 6 ans au suffrage universel indirect par les 780 grands électeurs du département. En Corrèze, les sénateurs sont élus au scrutin majoritaire à deux tours. Leur nombre reste inchangé, deux sénateurs sont à élire. Il y aura plusieurs candidats dans le département, chacun avec un suppléant.
| N°  | Candidats | Candidats                         | Parti | Principales fonctions                                                          |
| --- | --------- | --------------------------------- | ----- | ------------------------------------------------------------------------------ |
| T 1 |           | Claude Nougein                    | LR    | Sénateur sortant                                                               |
| s 1 |           | Nelly Simandoux                   | LR    | Conseillère départementale du Plateau de Millevaches, maire de Maussac         |
|     |           |                                   |       |                                                                                |
| T 2 |           | Nathalie Delcouderc-Juillard      | PS    | Conseillère régionale de Nouvelle-Aquitaine, ancienne maire de Bort-les-Orgues |
| s 2 |           | Jean-Marc Chirier                 | PS    | Adjoint au maire de Gros-Chastang                                              |
|     |           |                                   |       |                                                                                |
| T 3 |           | Stéphane Loth                     | VIA   | Ancien maire de Talmont-sur-Gironde                                            |
| s 3 |           | Christelle Henaut                 | VIA   | Conseillère régionale de Nouvelle-Aquitaine                                    |
|     |           |                                   |       |                                                                                |
| T 4 |           | Valéry Elophe                     | RN    | Secrétaire départemental du Rassemblement National                             |
| s 4 |           | Marie-Dominique Tounissou-Steiner | RN    | Conseillère municipale de Bilhac                                               |
|     |           |                                   |       |                                                                                |
| T 5 |           | Chloé Herzhaft                    | EÉLV  | Conseillère municipale de Brive-la-Gaillarde                                   |
| s 5 |           | Hervé Verry                       | EÉLV  | Gérant d'entreprise à Tulle                                                    |
|     |           |                                   |       |                                                                                |
| T 6 |           | Florent Moussour                  | ECO   | Maire de Le Chastang                                                           |
| s 6 |           | Sophie Marcucci                   | G·s   | Militante associative à Brive-la-Gaillarde                                     |
|     |           |                                   |       |                                                                                |
| T 7 |           | Daniel Chasseing                  | MR    | Sénateur sortant, conseiller municipal de Chamberet                            |
| s 7 |           | Josette Fargetas                  | UDI   | Maire de Juillac                                                               |
|     |           |                                   |       |                                                                                |
| T 8 |           | Martine Contie                    | PCF   | Conseillère municipale de Brive-la-Gaillarde                                   |
| s 8 |           | René Peyrical                     | PCF   | Adjoint au maire de Forgès                                                     |

## Résultats
| Candidats                | Candidats                    | Partis                   | Nuance                   | Premier tour | Premier tour |
| Candidats                | Candidats                    | Partis                   | Nuance                   | Voix         | %            |
| ------------------------ | ---------------------------- | ------------------------ | ------------------------ | ------------ | ------------ |
|                          | Daniel Chasseing             | MR                       | DVD                      | 477          | 63,60        |
|                          | Claude Nougein               | LR                       | LR                       | 466          | 62,13        |
|                          | Nathalie Delcouderc-Juillard | PS                       | SOC                      | 200          | 26,67        |
|                          | Martine Contie               | PCF                      | COM                      | 103          | 13,73        |
|                          | Florent Moussour             | SE                       | ECO                      | 72           | 9,60         |
|                          | Chloé Herzhaft               | EÉLV                     | VEC                      | 60           | 8,00         |
|                          | Valéry Elophe                | RN                       | RN                       | 16           | 2,13         |
|                          | Stéphane Loth                | VIA                      | DVD                      | 10           | 1,33         |
|                          |                              |                          |                          |              |              |
| Votes valides            | Votes valides                | Votes valides            | Votes valides            | 750          | 97,66        |
| Votes blancs             | Votes blancs                 | Votes blancs             | Votes blancs             | 8            | 1,03         |
| Votes nuls               | Votes nuls                   | Votes nuls               | Votes nuls               | 10           | 1,28         |
| Total                    | Total                        | Total                    | Total                    | 768          | 100          |
| Abstention               | Abstention                   | Abstention               | Abstention               | 12           | 1,54         |
| Inscrits / participation | Inscrits / participation     | Inscrits / participation | Inscrits / participation | 780          | 98,46        |